# 허당 해적단
허당 해적단(영어: The Pirates! In an Adventure with Scientists!)은 2012년 공개된 영국, 미국의 애니메이션 영화이다. 피터 로드가 감독한 이 영화는 2004년 소설 The Pirates를 기반으로 한다. In Adventure with Scientists, Gideon Defoe의 The Pirates의 첫 번째 책입니다! 시리즈. 올해의 해적 대회에서 우승하기 위해 노력하는 아마추어 해적 선원들의 이야기이다.
아드먼 애니메이션이 Sony Pictures Animation이라는 새로운 파트너를 찾은 후 2007년에 제작이 시작되었다. 영화는 느슨하게 소설 해적을 기반으로합니다! 영국 작가 Gideon Defoe의 과학자와의 모험에서. 이 영화는 Flushed away와 Arthur christmas를 3D 애니메이션으로 구현한 후 Aardman 스튜디오를 위한 모델링 클레이의 귀환을 표시한다.